# Mannophryne olmonae
Mannophryne olmonae is een kikker die endemisch is op het eiland Tobago. De soort behoorde lange tijd tot de pijlgifkikkers (familie Dendrobatidae), maar tegenwoordig tot de familie Aromobatinae.

## Uiterlijke kenmerken
Mannophryne olmonae is een kleine bruine kikker van 21 tot 25 mm, waarbij de vrouwtjes groter zijn dan de mannetjes. Het tympanum (trommelvlies) is de helft van de diameter van het oog. De eerste 2 vingers zijn ongeveer even lang en soms is de eerste een beetje korter. Tussen alle tenen zijn redelijk goed ontwikkelde vliezen aanwezig. De tenen en vingers zijn licht van kleur met een donkere kleur aan de gewrichten. Vanaf de neus loopt een donkere band over het oog, langs de flanken, tot de aanhechting van de achterpoten. De rug en de kop zijn bruin tot bruingeel van kleur. Soms is een patroon van onregelmatig verspreide lichtbruine stippen aanwezig. De achterpoten zijn van boven bruin van onderen lichter van kleur. De voorpoten zijn lichtbruin, met onregelmatige donkere bruine vlekken. De buikzijde is meestal wittig of transparant van kleur waarbij de vrouwtjes een geel gekleurde keel hebben en de mannetjes een grijze tot zwarte keel. Vlak onder deze keelvlek is een duidelijk donkere band aanwezig. Fluitende mannetjes worden zeer donker tot zwart van kleur over het gehele lichaam.

## Algemeen
Dat er verschil is in kleur tussen de mannen en vrouwen is bekend van alle Mannophryne soorten. Het geslacht Mannophryne is zelfs vanwege één zo’n verschil onderscheiden van de Colostethus- soorten. Bij alle Mannophryne soorten hebben de vrouwtjes een gele keel en de mannetjes niet. Waarom dit verschil er is lijkt onduidelijk maar zou kunnen wijzen op territoriaal gedrag tussen de vrouwtjes.
De larven zijn bruingeel tot geel van kleur met een gele doorzichtige staart. Op de staart bevindt zich een onregelmatig patroon van donkerbruine vlekken. Net uit het ei zijn de larven zo’n 10 tot 12 mm groot. In ongeveer 8 weken tijd bereiken ze een lengte van zeker 4 cm.
Mannophryne olmonae komt voor in bergachtige gebieden in het noordoosten van het eiland Tobago, het kleinste eiland van de Republiek Trinidad en Tobago. De biotoop bevat veel riviertjes en beekjes. De kikkers bevinden zich tussen de stenen, en dan vooral op schaduwrijke plaatsen. Ook worden de dieren tot op enige meters vanaf de rivier in het gebladerte gevonden.

## Taxonomie
Hardy benoemde in 1983 the populatie van Tobago Colostethus olmonae (later Mannophryne olmonae) welke verschilde van Colostethus trinitatis (later Mannophryne trinitatis) vanwege het verschil in tekening van het gezichtsmasker, vliezen tussen de tenen, de roep en het aantal larven welke op de rug van het mannetje vervoerd worden.
Taxonomische gegevens
- Type lokaliteit: Bloody Bay, St. John Parrish, Tobago
- Type materiaal: Tobago – FMNH 217252-5 Cambleton
- Synoniemen: Phyllobates trinitatis, Phyllobates trinitatis trinitatis, Colostethus [sp.], Colostethus cf. dunni, Colostethus olmonae